# Clematis chengguensis
Clematis chengguensis är en ranunkelväxtart som beskrevs av Wen Tsai Wang. Clematis chengguensis ingår i släktet klematisar, och familjen ranunkelväxter. Inga underarter finns listade i Catalogue of Life.